# Chrysobothris serripes
Chrysobothris serripes är en skalbaggsart som beskrevs av Schaeffer 1905. Chrysobothris serripes ingår i släktet Chrysobothris och familjen praktbaggar. Inga underarter finns listade i Catalogue of Life.